# 邹秉文

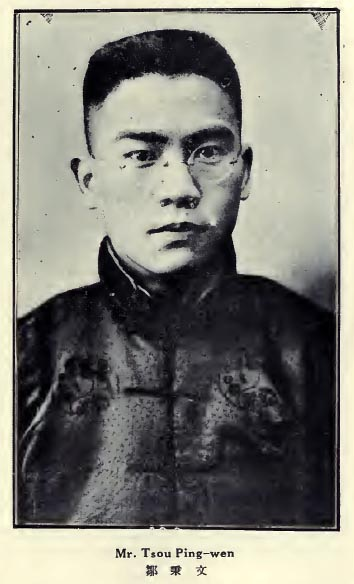

邹秉文（1893年12月2日—1985年），原籍江苏苏州，生于广东广州，中国农学家、农业教育家、植物病理学家、社会活动家。中国近代农业科研、教育和建设事业的创始人之一。

## 生平
1910年留学美国，先入纽约柯克和威里斯顿中学。1912年入康奈尔大学学习机械工程，次年转入农学院。1915年回国，任金陵大学农科教授。1918年任南京高等师范学校教授兼首任农科主任。1928年后供职于政商界，致力于中国农业建设。
1947年8月13日，國民政府派鄒秉文為中國出席聯合國糧食農業組織第三屆年會代表。:8396

## 社会兼职
曾任中华农学会会长、联合国世界粮农组织（FAO）筹备委员会副主席等职。

## 家庭
子女有邹斯颐、邹斯履、邹德范、邹德华、邹德真、邹德慈。